# Rozpornica
Rozpornica, rozpornica sieciowa, deska trałowa – płyta rozpierająca skrzydła włoka podczas ciągnięcia (trałowania).
Rozpornicą nazywa się też belkę mocowaną w luku poprzecznie do osi symetrii statku, służącą do przenoszenia sił i mocowania desek lukowych. Ze względu na rozpowszechnienie nowszych metod zamykania ładowni obecnie rzadko spotykana.